# 根尾谷斷層
35°37′00″N 136°37′11″E / 35.61667°N 136.61972°E

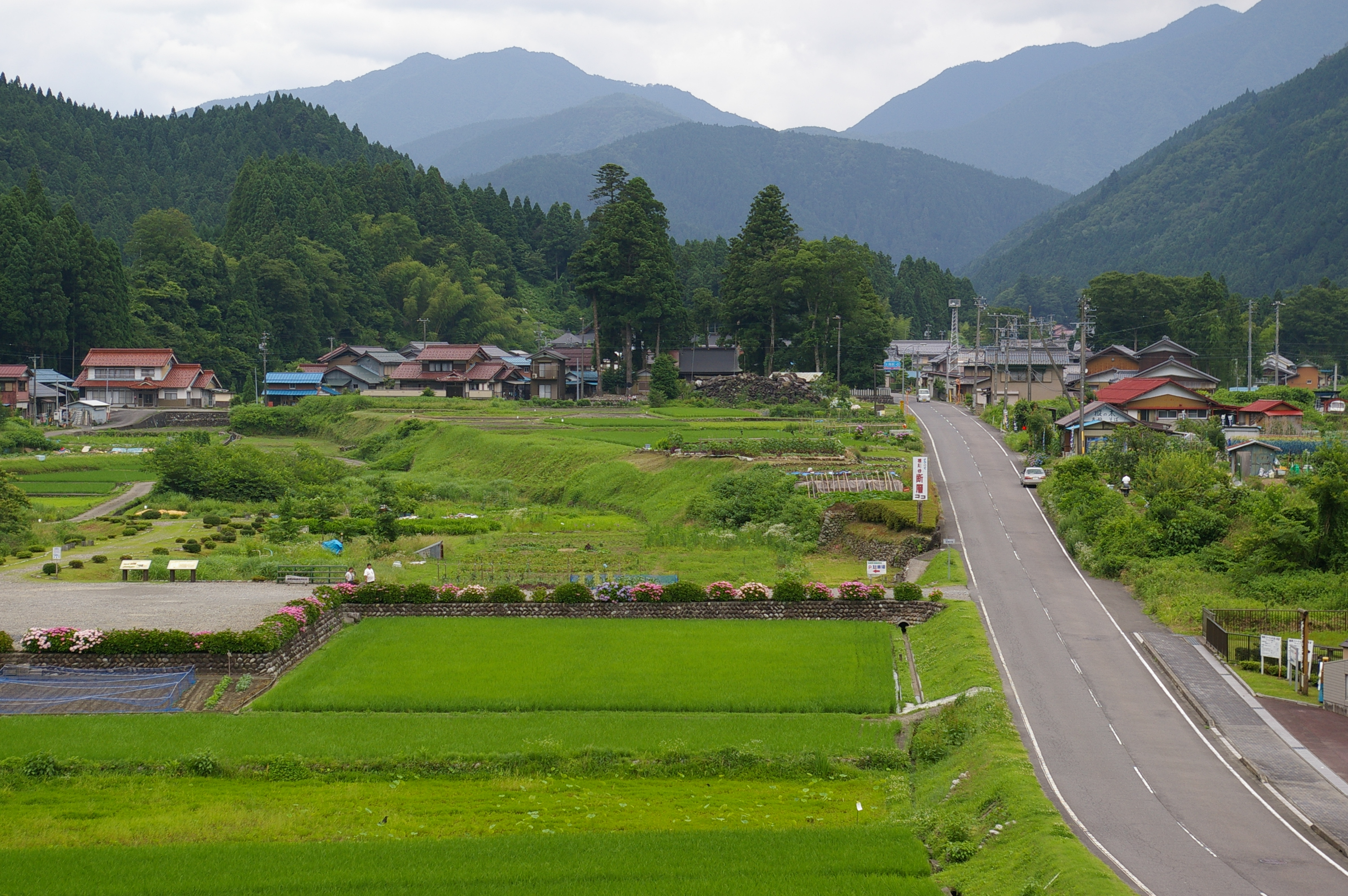
根尾谷斷層（当前）

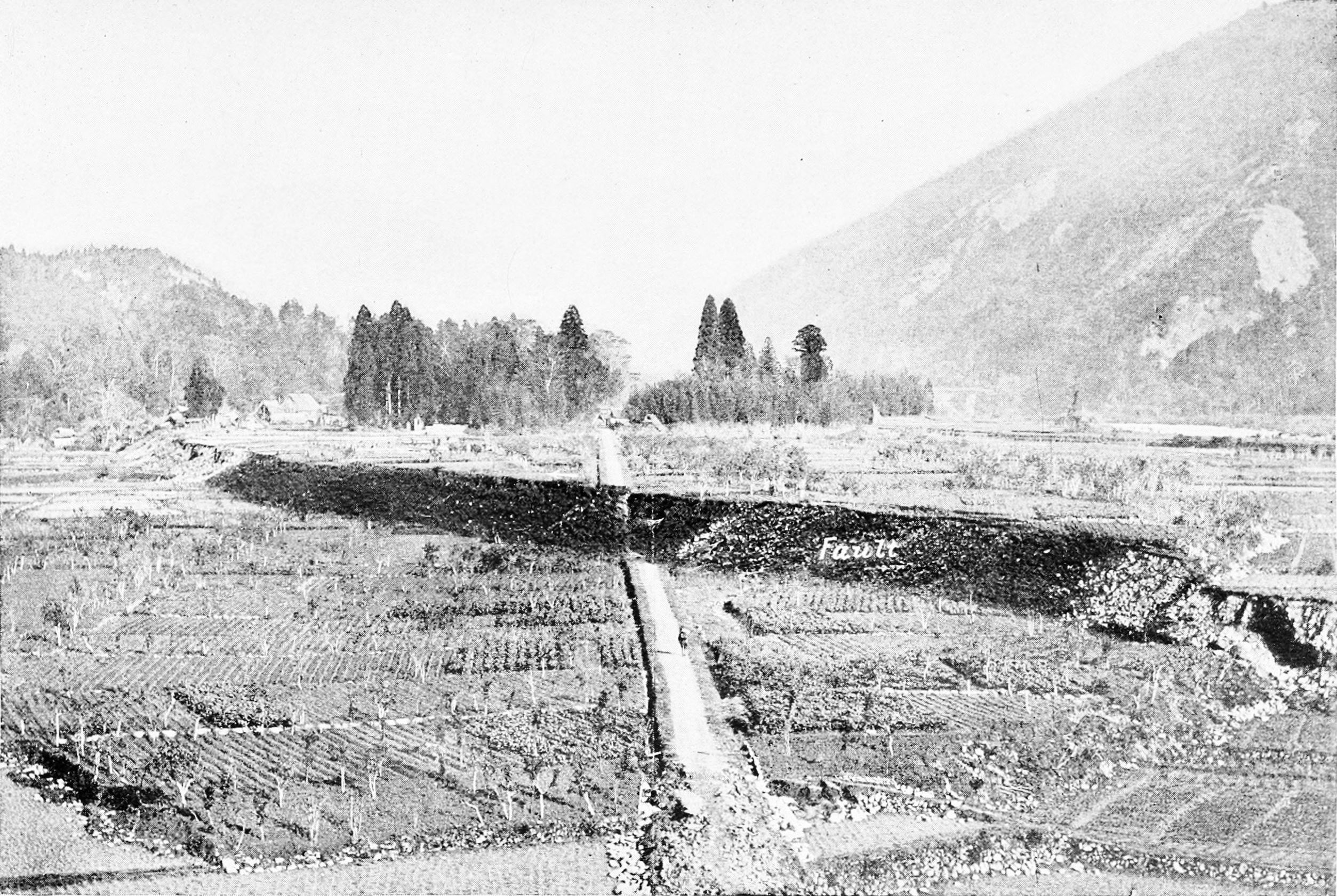
根尾谷斷層（地震发生时）

根尾谷断層的位置

根尾谷斷層是一条位于日本岐阜縣本巢市的活断层。日本地質百選。1891年濃尾地震的地震斷層。